# José Manuel Echeverria
José Manuel Echeverría Salaverría, deportivamente conocido como Echeverría (Goizueta, Navarra, 17 de marzo de 1952) es un exfutbolista español. Jugaba como delantero centro y disputó toda su carrera en el Club Atlético Osasuna, llegando al club en Tercera División y dejándolo en Primera.
En total jugó 178 partidos en Primera División y marcó 36 goles. Junto a Patxi Iriguibel y Martín Monreal formó durante varias temporadas la delantera del equipo rojillo que consolidó al equipo en la máxima categoría del fútbol español, siendo digno de destacar que los tres finalizaron su carrera con el mismo número de goles en Primera División con Osasuna, con un total de 36 goles cada uno.
Es el segundo jugador con más partidos oficiales disputados en la historia del Club Atlético Osasuna (noviembre de 2022).

## Clubes
| Club                | País   | Año       |
| ------------------- | ------ | --------- |
| CA Osasuna Promesas | España | 1976-1977 |
| CA Osasuna          | España | 1977-1987 |